# 802 MUSIC PLANET
802 MUSIC PLANET(エイト・オー・ツー ミュージック・プラネット)は、2012年4月より2017年9月までFM802で放送されていたラジオ番組のレーベルである。放送時間は月曜日から土曜日の24:00（翌0:00） - 27:00（翌3:00）。

## 概要
同局の深夜帯ではこれまで、若手DJの「登竜門」的な番組『FUNKY JAMS 802』や『NIGHT RAMBLER』などが放送されていた。2012年4月の深夜枠再編の一環として一旦終了 し、『802 MUSIC PLANET』レーベルとして編成した。編成された6番組のうち、『FUNKY VIBRATION』・『brainstorm』以外は全て、同時間帯もしくは他曜日で放送されていた既存番組が移動してきた。FM802で同じようにレーベル編成されたものとしては「MUSIC MANIA 802」がある。
2015年9月には、レーベル開始当初から火曜日に放送されていた『FUNKY VIBRATION』が終了。それまで土曜日に放送されていた『MIDNIGHT GARAGE』が火曜日に移動し、土曜日の放送枠は消滅した。
2017年9月27日をもって、『brainstorm』が終了。さらに、2017年10月改編により、公式ウェブサイトやRadiko.jp等からレーベル名の表記が消え、（公式発表は無いものの）実質的な「802 MUSIC PLANET」の終焉となった。

## 番組
終了時点。編成されている番組のタイトル前には曜日にちなんだ惑星および月の名前がつけられている。
|            | 月曜日             | 火曜日                         | 水曜日                               | 木曜日                   | 金曜日                     |
| ---------- | ------------------ | ------------------------------ | ------------------------------------ | ------------------------ | -------------------------- |
| 番組名     | MOON REDNIQS       | Mars MIDNIGHT GARAGE           | Mercury brainstorm                   | Jupiter RADIO ∞ INFINITY | Venus ROCK ON              |
| DJ         | 浅井博章           | 土井コマキ                     | 吉村昌広                             | 飯室大吾                 | 伊藤政則                   |
| コンセプト | V-ROCK中心のロック | 日本のインディーズアーティスト | エレクトロ中心のクラブ・ミュージック | 主に日本のバンドのロック | ハードロック、ヘヴィメタル |
| 番組開始   | 2008年10月         | 2001年10月                     | 2012年4月                            | 2010年1月                | 1998年10月                 |
| 公式サイト |                    |                                |                                      |                          |                            |

### 過去
- FUNKY VIBRATION(火 24:00-27:00、2012年4月-2015年9月): DJ 西田新

コンセプトは「R&B、ヒップホップ、レゲエ」